# Enrico Martellini
Enrico Martellini (Vinci, 1923 – 9 agosto 2008) è stato un dirigente sportivo italiano.
Già consigliere della ACF Fiorentina, ne divenne presidente dal 1979 al 1980.